# 7. Arrondissement (Lyon)
Das 7. Arrondissement ist eines der neun Arrondissements von Lyon (Stadtbezirk).
Das Arrondissement liegt im Südosten des Stadtgebiets von Lyon. Es wird im Westen von der Rhone begrenzt. Im Norden grenzt es ans 3. Arrondissement, im Osten ans 8. Arrondissement, im Südosten an Saint-Fons, im Südwesten an Pierre-Bénite und im Westen an Oullins und La Mulatière.

## Geschichte
Das Gesetz vom 8. März 1912 teilte das 3. Arrondissement in zwei Teile und der Süden wurde das 7. Arrondissement. Die Grenzen von heute wurden mit der Verordnung vom 19. Februar 1959 festgelegt, als im östlichen Teil das 8. Arrondissement entstand.
Das Linke Ufer der Rhône wurde in der Vergangenheit immer wieder von Überschwemmungen heimgesucht. Das hatte erst nach dem katastrophalen Hochwasser von 1852 ein Ende, denn dann wurden die Deiche und Uferanlagen ausgebaut.

## Geografie
Das 7. Arrondissement bedeckt eine Fläche von 9,75 km².

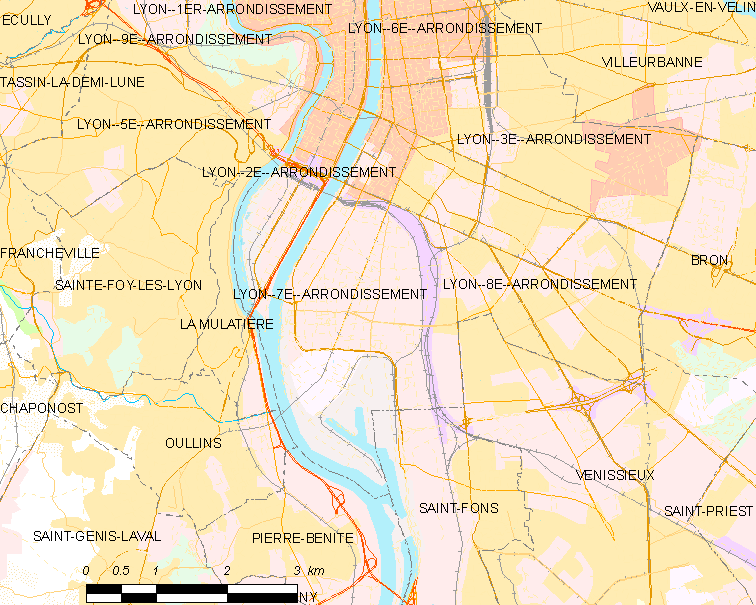
Karte des Arrondissements

Das Arrondissement ist das flächenmäßig größte von Lyon und liegt in dem fast flachen Flussgebiet der Rhône. Es umfasst die Kantone IX und X und Teile des 1. und 3. Wahlbezirks (französisch circonscription).

## Demografie
| Jahr      | 1999   | 2008   | 2009   | 2011   |
| --------- | ------ | ------ | ------ | ------ |
| Einwohner | 61.716 | 70.718 | 69.170 | 73.713 |

Im Jahr 2013 betrug die Bevölkerungsdichte 7.985 Einw./km².

## Besonderheiten

### Viertel
Es besteht aus folgenden Stadtvierteln (französisch quartiers):
- La Guillotière (teilweise)
- Jean Macé
- Gerland

### Bauwerke
- Halle Tony Garnier
- Stade de Gerland
- Palais des sports de Lyon
- Château de La Motte
- Universität Lyon III
- École normale supérieure de Lyon
- Kirche Notre-Dame-Saint-Louis-de-la-Guillotière
- Kirche St-André

### Lehranstalten

#### Schulen
- Cité scolaire internationale
- Collège Gabriel Rosset
- Collège Georges Clemenceau
- Collège Saint-Louis de la Guillotière (zusammen mit Centre Saint-Marc)
- Lycée polyvalent Hector Guimard
- Lycée professionnel des métiers Louise Labé
- Lycée catholique privé Chevreul

#### Hochschulen
- École normale supérieure de Lyon (ENS de Lyon)
- Institut d'études politiques de Lyon (IEP de Lyon)
- Institut supérieur d’agriculture Rhône-Alpes (ISARA)

### Sportanlagen
- Stade de Gerland
- Palais des sports de Lyon
- Piscine du Rhône von dem Lyoner Architekten Alexandre Audouze-Tabourin.

### Straßen, Plätze, Grünflächen
- Parc de Gerland
- Berges du Rhône
- Place Jean-Macé
- Parc Sergent Blandan (Ehemalige Kaserne)

### Industrie und Handel
- Port Édouard-Herriot
- P4 Jean Mérieux
- Comœdia (Kinopalast)
- Sanofi
- TechnipFMC
- Merial
- Nexans

## Verkehrsanbindung
- Métro Lyon B, Stationen Saxe-Gambetta, Jean Macé, Place Jean Jaurès, Debourg, Stade de Gerland
- Métro Lyon D, Stationen Guillotière - Gabriel Péri, Saxe-Gambetta, Garibaldi
- Straßenbahn Lyon, Linien T1, T2